# ای. جی. پی. تیلور
ای. جی.پی. تیلور با نام کامل آلن جان پرسیوال تیلور (انگلیسی: A. J. P. Taylor؛ زاده ۲۵ مارس ۱۹۰۶ درگذشته ۷ سپتامبر ۱۹۹۰) یک مورخ اهل بریتانیا بود.

## زندگی‌نامه
ای.جی.پی. تیلر یا آلن جان پرسیوال تیلر در ۲۵ سپتامبر ۱۹۰۶ در برک دیل، در لانکشایر، چشم به جهان گشود و در روز جمعه ۷ سپتامبر ۱۹۹۰ درگذشت.
او نویسنده سیاسی و استاد تاریخ در دانشگاه‌های منچستر و آکسفورد و از جمله معتبرترین تاریخ نگاران قرن میلادی بود. در خانواده‌ای مرفه با ریشه‌ای مستقل از کلیسا به دنیا آمد، در تمام عمر رادیکال ماند و از پیشتازان جناح چپ حزب سوسیالیست بود. تیلر پیوندی دراز مدت با منچستر، منچسترگاردین، ساندی اکسپرس و آبزرور داشت. تیلور از ۱۹۳۰ تا ۱۹۳۸ استاد تاریخ دانشگاه منچستر بود. او در سال ۱۹۳۸ به کالج مگدالن-آکسفورد راه یافت و مدت ۲۵ سال به عنوان مدرس در آنجا ماندگار شد. با اینکه تیلور بیش از سی جلد کتاب نوشت، شهرتش به عنوان مورخ بیشتر به لحاظ «ریشه‌های جنگ جهانی دوم» و «عظمت و انحطاط اروپا» است.

## کتابشناسی
- دوره تاریخ آلمان: تلاش برای سیادت در اروپا ۱۸۴۸–۱۹۱۸
- بیسمارک - دردسر آفرینان
- از سارایوو تاپتسدام
- ریشه‌های جنگ جهانی دوم
- پادشاهی هاپسبورگها
- تاریخ مصور جنگ جهانی اول
- تاریخ مصور جنگ جهانی دوم
- تاریخ انگلستان